# Font al carrer Sant Pere
La Font al carrer de Sant Pere és una font pública a la ciutat de Vic (Osona) protegida com a Bé Cultural d'Interès Local.
Font situada a l'antic raval de Sant Pere, que començà a formar-se al segle xiii davant el Portal de Malloles, prop de l'antiga Torre d'Amposta a tocar dels desapareguts Camps de Letrans. El seu creixement va venir determinat per l'establiment d'un orde de mercedaris al segle xiii per ordre del rei Jaume I i pel trasllat de l'antic camí de Barcelona al c/ Sant Pere, cosa que comportà la construcció del pont Pedrís sobre el riu Meder, anterior a l'actual del Remei. Al segle xiv s'hi instal·larien els primers edificis destinats a hospital, que al segle xvi culminarien amb l'actual. El 1585 hi hagué la decisió de tancar el final dels carrers del raval (morbo) per evitar l'entrada dels empestats. A segle xvii s'hi construirien els Trinitaris. Actualment, el carrer Sant Pere sembla estar d'esquena al creixement i modernització de la ciutat.

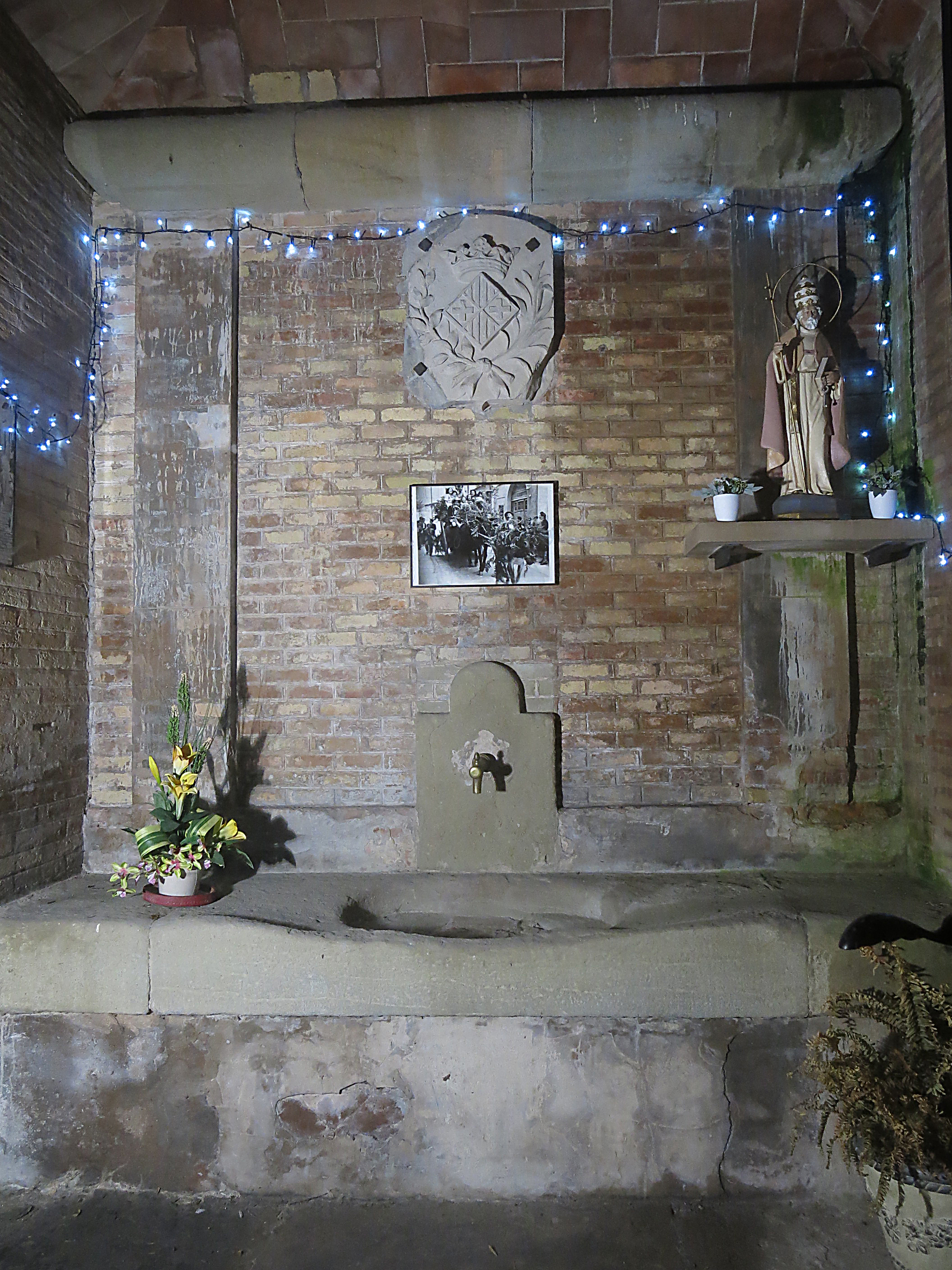
Detall de la font

Font que s'obre al carrer formant dos arcs, un de mig punt, que dona pas al recinte de la font, coberta amb volta quadripartida. La pica és de pedra i el doll també emmarcat per pedra on hi ha un alt relleu amb l'escut de Vic. L'arrencada de la volta presenta una cornisa de pedra, als murs laterals s'hi obren dos portals, un de cec i l'altre que dona a un recinte tancat, al qual s'accedeix exteriorment a través d'un portal allindat amb l'arc peraltat. A la part baixa de tota la façana hi ha un basament de pedra amb carreus sense polir. El terra és enllosat, l'estat de conservació és mitjà. Actualment no hi ha aigua.